# Kajsa Grytt (musikalbum)
Kajsa Grytt, första sololalbumet av Kajsa Grytt, utgivet i november 1990. Producerat av Lasse Englund.

## Låtlista
| Nr  | Titel                 |  |
| --- | --------------------- |  |
| 1.  | Nattguld              |  |
| 2.  | Som Om Himlen Var Här |  |
| 3.  | Vår Tur Nu            |  |
| 4.  | Pojke                 |  |
| 5.  | Vagga Mig             |  |
| 6.  | Camarque              |  |
| 7.  | Under Din Tumme       |  |
| 8.  | Låt Mig Stanna Kvar   |  |
| 9.  | Drömmar               |  |
| 10. | Är Det Sant?          |  |
| 11. | Ännu En Vän           |  |